# Mozavaptan
Mozavaptan (INN) je antagonist vazopresinskog receptora u prodaji od strane kompanije Otsuka. On je odobren u Japanu oktobra 2006. za hiponatremiju (niske nivoe krvnog natrijuma) uzrokovane sindromom neodgovarajućeg izlučivanja antidiuretskog hormona (SIADH) usled tumora koji proizvodi ADH.

## Literatura
1. ↑  H. Spreitzer (20. 11. 2006). „Neue Wirkstoffe - Conivaptan”. Österreichische Apothekerzeitung (на језику: German) (24/2006).
2. ↑  „Prous Science: Molecule of the Month November 2006”. Архивирано из оригинала 13. 02. 2012. г. Приступљено 15. 06. 2011.

## Spoljašnje veze
|  | Molimo Vas, obratite pažnju na važno upozorenje u vezi sa temama iz oblasti medicine (zdravlja). |